# Južna kruna
Južna kruna (lat. Corona Australis ili Corona Austrina) je zviježđe južnog neba. Jedno od 88 modernih i 48 Ptolomejevih originalnih zviježđa. Osim južne, postoji i zviježđe sjeverna kruna.

## Povijest
Zviježđe se povremeno smatralo krunom zviježđa Strijelac, koja mu je, iz nekog razloga, pala na zemlju.

## Zbrka oko imena
Godine 1932. Međunarodna astronomska unija (IAU) je službeno promijenila ime zviježđa  (na latinskom) iz  Corona Australis u "Corona Austrina" (genitiv: "Coronae Austrinae"), vjerojatno zbog nenamjerne pogreške oko imena koje nikad nije ispravljeno . Službene stranice IAU  i danas zviježđe nazivaju "Corona Austrina", iako naziv nije zaživio među astronomima, pa se "Corona Australis" mnogo češće koristi.